# Caneja (pedanía)
Caneja es una pedanía española, perteneciente al municipio de Caravaca de la Cruz, en la Región de Murcia. Está situada en la parte central de la comarca del Noroeste, entre la pedanía de Navares (Caravaca) y la Serrata.